# Маркузі Пацаук
Маркузі Пацаук (ᒫᑯᓯ ᐸᑦᓴᐅᖅ; 1941 або 1942—2020) — канадський письменник інуїт з Інукджуака (Нунавік, Квебек). Найбільш відомий завдяки роману «Гарпун мисливця» (ᐊᖑᓇᓱᑦᑎᐅᑉ ᓇᐅᒃᑯᑎᖓ), першому опублікованому роману мовою інуктитут ; роман був написаний пізніше, але опублікований раніше (1970), ніж "Санаак " Мітіаржука Наппаалука.
Народився поблизу Інукджуака, Квебек, він був з однієї з сімей, примусово переселених у Резолют, Північно-Західні Території під час переселення у високу Арктику в 1953 році. Пізніше він відвідував середню школу в Йеллоунайфі.
У 1969 році, коли він працював пілотом (першим пілотом інуїтом у Канаді), Патсаук написав історію дорослішання «Гарпун мисливця», використовуючи матеріал, який почув від членів сім'ї. Вона була опублікована в інуїтському періодичному виданні Inuttituut перед публікацією в англійському перекладі в 1970 році. Українською мовою роман вперше було надруковане 1974 року у видавництві «Веселка». У 2013 році було опубліковано французький переклад, а в 2015 році — переклади на гінді та маратхі. Він також писав оповідання та науково-популярну літературу, хоча жоден із інших його творів не став настільки відомим, як «Гарпун мисливця».
У 2016 році україно-канадська вчена Валері Генітюк досліджувала, як міг змінитися зміст оригінальної історії, написаної інуїтом, коли її було перекладено англійською; наступні переклади базувалися на цьому англійському перекладі. Разом із Марком-Антуаном Мах'є (пов'язаним з NALCO) і у співпраці з Пацауком Генітюк у 2021 році зробила перше повне критичне видання Пацаука Umarjursiutik unaatuinnamut 1969-70 як Hunter with Harpoon/Chasseur au Harpon.
Він помер у березні 2020 року у своєму будинку в Інукджуаку.